# Pared celular
La pared celular es una capa resistente y rígida que se localiza en el exterior de la membrana plasmática en las células de plantas, hongos, algas, bacterias y arqueas. La pared celular da rigidez a la célula, protege su contenido, funciona como mediadora en todas sus relaciones con el entorno, actúa como compartimento celular y soporta las fuerzas osmóticas y el crecimiento. Además, en el caso de hongos y plantas, define la estructura y otorga soporte a los tejidos y muchas más partes de la célula.
La pared celular se construye a partir de diversos materiales, dependiendo de la clase de organismo. En las plantas, la pared celular se compone, sobre todo, de un polímero de carbohidrato denominado celulosa, un polisacárido, y puede actuar también como almacén de carbohidratos para la célula. En las bacterias, la pared celular se compone de peptidoglucano. Entre las arqueas se presentan paredes celulares con distintas composiciones químicas, incluyendo capas S de glucoproteínas, pseudopeptidoglicano o polisacáridos. Los hongos presentan paredes celulares de quitina, y las algas tienen típicamente paredes construidas a partir de glucoproteínas y polisacáridos. No obstante, algunas especies de algas pueden presentar una pared celular compuesta por dióxido de silicio. A menudo, se presentan otras moléculas accesorias integradas en la pared celular.

## Pared celular vegetal

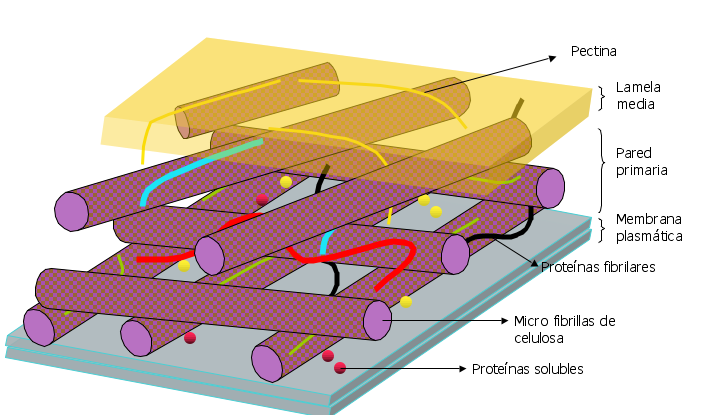
Esquema de la pared celular vegetal.

La pared celular vegetal es una estructura u orgánulo complejo que, aparte de dar soporte a los tejidos vegetales, tiene la capacidad de condicionar el desarrollo de las células.

### Estructura

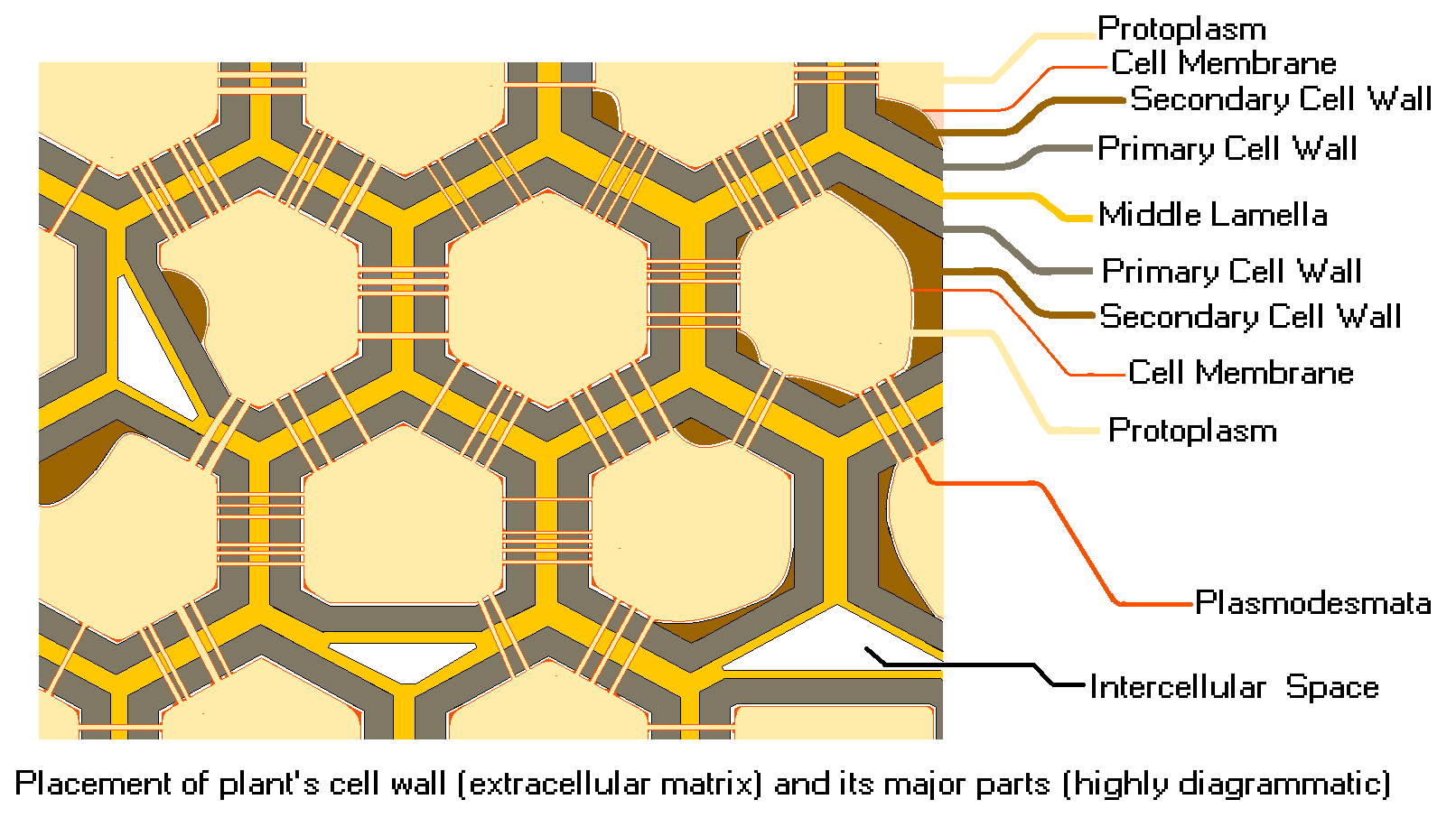
Pared celular en plantas pluricelulares, sus diferentes capas y su ubicación respecto al protoplasma

La pared celular vegetal tiene tres partes fundamentales:
- Pared primaria: Está presente en todas las células vegetales, usualmente mide entre 100 y 200 nm de espesor y es producto de la acumulación de 3 o 4 capas sucesivas de microfibrillas de celulosa, compuesta entre un 9 y un 25 % de celulosa. La pared primaria se crea en las células una vez que está terminando su división, generándose el fragmoplasto, una pared celular que dividirá a las dos células hijas. La pared primaria está adaptada al crecimiento celular debido a que las microfibrillas se deslizan entre ellas produciéndose una separación longitudinal, mientras el protoplasto hace presión sobre ellas.
- Pared secundaria: Es una capa adyacente a la membrana plasmática, aunque no existe en todos los tipos de pared celular. Se forma una vez que se ha detenido el crecimiento celular y se relaciona con la especialización de cada tipo celular. A diferencia de la pared primaria, contiene una alta proporción de celulosa, además de lignina o suberina. No es deformable, y no permite el crecimiento de las células. En los tejidos leñosos es mucho más gruesa que la pared primaria.
- Laminilla media: Es una capa que une las paredes primarias de dos células contiguas; está formada principalmente por pectina y hemicelulosas, pero en las células más viejas a menudo se lignifica.

### Composición
La composición de la pared celular vegetal varía en los diferentes tipos celulares y en los diferentes grupos taxonómicos. En términos generales la pared celular vegetal está compuesta por una red de carbohidratos, fosfolípidos y proteínas estructurales embebidos en una matriz gelatinosa compuesta por otros carbohidratos y proteínas.

#### Carbohidratos
El principal componente de la pared celular vegetal es la celulosa. La celulosa es un polisacárido fibrilar que se organiza en microfibrillas y representa entre el 15 % y el 30 % del peso seco de las paredes celulares vegetales.
Las microfibrillas de celulosa se encuentran atadas por carbohidratos no fibrilares a los que se denomina genéricamente hemicelulosa. Los componentes mayoritarios de la hemicelulosa son xiloglicanos (XiGs) glucuronarabinoxilanos (GAXs).
La pectina es otro componente importante de las paredes celulares. Es un polisacárido no fibrilar, rico en ácido D-galacturónico, heterogéneamente ramificado y muy hidratado. Los componentes mayoritarios de la pectina son: los homogalacturonanos (HGA) y ramnogalacturonanos I (RG I). La matriz de pectina determina la porosidad de la pared y proporciona cargas que modulan el pH de la pared.

#### Proteínas
La pared celular vegetal también está compuesta por proteínas estructurales. Estas proteínas son ricas en uno o dos aminoácidos, tienen dominios con secuencias repetidas y están glicosiladas en mayor o menor grado. Para la mayoría de las proteínas estrucurales de la pared vegetal, se ha propuesto que tienen estructura fibrilar y que se inmovilzan mediante enlace covalente entre ellas o con carbohidrátos. Se sabe que estas proteínas se acumulan en la pared en diferentes etapas del desarrollo y en respuesta a diferentes condiciones de estrés.
Se consideran proteínas estructurales de la pared celular vegetal: extensinas o proteínas ricas en hidroxiprolina (HRGPs), proteínas ricas en prolina (PRPs), proteínas ricas en glicina (GRPs) y arabinogalactanas (AGPs).
Incluidas en la red de polisacáridos y proteínas, se encuentran diversas proteínas solubles, algunas de ellas son enzimas relacionadas con la producción de nutrientes como la glucosidasa, enzimas relacionadas con el metabolismo de la pared como las xiloglucano-transferasas, peroxidasas y lacasas, proteínas relacionadas con la defensa, proteínas de transporte.

#### Otros polímeros
La lignina es un polímero amorfo rígido, que resulta de la unión de varios ácidos y alcoholes fenilpropílicos. Son, después de la celulosa, el componente más abundante de las paredes de las plantas. Se acumulan en paredes secundarias, aunque ocasionalmente forman parte de la laminilla media de tejidos necróticos.
La suberina y la cutina son polímeros complejos compuestos por ácidos grasos de cadena larga, que están unidos unos a otros por uniones éster, creando una red rígida tridimensional. Se acumulan en algunas paredes secundarias y, en casos excepcionales, en paredes primarias.
Las ceras no aportan rigidez, sino que confieren impermeabilidad al agua a los tejidos en los que se depositan. También la lignina y la cutina confieren un grado parcial de impermeabilidad.

### Biogénesis de la pared celular vegetal
La pared celular vegetal se constituye durante la división celular, a partir de vesículas que provienen del aparato de Golgi. Estas vesículas, llenas de los componentes de la pared celular, se localizan en el fragmoplasto, que es un arreglo del citoesqueleto propio de las células en división. En el fragmoplasto se fusionan las vesículas del aparato de Golgi y constituyen el plato celular el cual crece desde el interior de la célula en división, hasta ponerse en contacto con las paredes laterales.
Una vez formada, la pared celular crece por deposición de capas sucesivas de celulosa. En cada capa, la orientación de las microfibrillas de celulosa está guiada por el citoesqueleto, más exactamente por los microtúbulos corticales, los cuales alinean al complejo responsable de la síntesis de celulosa, que es la celulosa sintasa.
La elongación celular ocurre en el eje perpendicular al de las microfibrillas de la capa de pared que se está depositando, de ahí que la síntesis de la pared y la orientación de las microfibillas de celulosa está en directa relación con el tamaño celular.

### Interacciones de la pared celular vegetal
La pared celular es el orgánulo más externo de la célula y de ella dependen las interacciones entre células y entre tejidos. Al igual que de la matriz extracelular de animales, de la pared celular de plantas depende la adhesión al substrato, la cual es determinante en el caso de algunos órganos vegetales que son móviles como el polen.
De otro lado, la pared se mantiene en constante comunicación con el interior celular, esta interacción entre la pared y protoplasto es dinámica y transmite señales hacia el interior de la célula, que dan cuenta de las condiciones del ambiente extra-citoplasmático. En el otro sentido, de adentro hacia afuera, el protoplasto regula el estado de la pared en cada momento, dependiendo del desarrollo del tejido y las condiciones ambientales.
Durante el fenómeno conocido como plasmólisis, que es la separación del protoplasto vivo de la pared celular por un efecto hiperosmótico, la interacción física entre la pared celular y el protoplasto se hace evidente; cuando esta interacción física se pierde la célula se vuelve incapaz de responder al ataque de patógenos y pierde su diferenciación celular.

## Pared celular de las algas
Al igual que las paredes celulares de las plantas superiores, la pared celular de las algas está compuesta por carbohidratos como la celulosa y glucoproteínas. La presencia de algunos polisacáridos en las paredes de las algas, es usada como carácter diagnóstico en la taxonomía de las algas.
- Polisacáridos sulfonados como la agarosa, se presentan en las paredes de algas rojas.
- Manosyl: Forma microfiblillas en la pared celular de algunas algas verdes de los géneros Codium,Acetabularia, Porphyra y Bangia entre otros.
- Ácido alginílico: es un polisacárido común en la pared celular de las algas pardas.

El grupo de algas diatomeas sintetiza sus paredes celulares (también conocidas como frústulas o valvas) usando ácido silícico (específicamente ácido ortosilícico, H4SiO4). El ácido se polimeriza intracelularmente, y después la pared sale al exterior para proteger a la célula. Comparadas con las membranas celulares orgánicas producidas por otros grupos, requieren menos energía (aproximadamente el 8 %) para su síntesis, lo que constituye un ahorro para la célula, y posiblemente explique las tasas de crecimiento más altas en las diatomeas.

## Pared celular de los hongos
Los hongos contienen paredes celulares compuestas de glucosamina y quitina, el mismo glúcido que da dureza a los exoesqueletos de los artrópodos. La quitina se distribuye en forma de haces microfibrilares para dar rigidez a las células y su vez mantener la forma y prevenir la lisis osmótica, esta función es similar en las plantas. En algunos hongos la quitina de la pared celular puede ser remplazada por otros polisacáridos como mananos, galactosanos o quitosanos. Otra función de la pared celular es limitar la entrada de moléculas que pueden ser tóxicas para el hongo, tales como fungicidas sintéticos o producidos por plantas. La composición, las características y la forma de la pared celular de los hongos varía durante su ciclo vital y también depende de las condiciones de crecimiento.
La composición de la pared celular de los hongos ha sido utilizada para la clasificación y por su aplicación industrial. Oomycetes es un grupo de patógenos saprotróficos de las plantas que tienen paredes celulares anómalas de celulosa. Hasta hace poco tiempo se creía que eran hongos, pero datos estructurales y moleculares han llevado a su reclasificación como protistas del clado Stramenopiles. Este es un grupo de protistas que incluye a autótrofos tales como algas pardas y diatomeas.

## Pared celular bacteriana

Paredes celulares bacterianas. Arriba: Bacteria Gram positiva. 1-membrana citoplasmática, 2-pared celular, 3-espacio periplásmico. Abajo: Bacteria Gram negativa. 4-membrana citoplasmática, 5-pared celular, 6-membrana externa, 7-espacio periplásmico.

Esquema de la pared celular de Mycobacterium (del filo Actinobacteria), una bacteria Gram-positiva: la gruesa pared celular (8) rodea a la membrana citoplasmática (5).

La pared celular bacteriana está hecha de peptidoglucano (también denominado mureína), que está formado por cadenas de polisacárido entrecruzadas por péptidos inusuales que contienen aminoácidos D. Las paredes celulares bacterianas son diferentes de las paredes de plantas y hongos que están hechas de celulosa y quitina, respectivamente. También son diferentes de las paredes de Archaea, que no contienen peptidoglicano. La pared celular es esencial para la supervivencia de muchas bacterias y el antibiótico penicilina puede matar a las bacterias inhibiendo un paso en la síntesis del peptidoglicano.
Existen dos tipos distintos de pared celular en las bacterias, denominadas Gram-positiva y Gram-negativa, respectivamente. Los nombres provienen de su reacción a la tinción de Gram, una prueba extensamente empleada en la clasificación de las especies bacterianas.
- En las bacterias Gram-positivas la pared celular contiene una capa gruesa de peptidoglicano además de ácidos teicoicos, que son polímeros de glicerol o ribitol fosfato. Los ácidos teicoicos se unen al peptidoglicano o a la membrana citoplasmática.
- En las bacterias Gram-negativas la capa de peptidoglicano es relativamente fina y se encuentra rodeada por una segunda membrana lípida exterior que contiene lipopolisacáridos y lipoproteínas. La capa de peptidoglicano se une a la membrana externa por medio de lipoproteínas.

La mayoría de las bacterias tienen una pared celular Gram-negativa y solamente Bacillota y Actinomycetota (conocidas previamente como bacterias Gram-positivas de contenido GC bajo y bacterias Gram-positivas de contenido GC alto, respectivamente) tienen paredes Gram-positivas. Estas diferencias en estructura pueden producir diferencias en la susceptibilidad antibiótica, por ejemplo, la vancomicina puede matar solamente a bacterias Gram-positivas y es ineficaz contra patógenos Gram-negativos, tales como Haemophilus influenzae o Pseudomonas aeruginosa.
Algunas bacterias no tienen pared celular como las micoplasmas o Mollicutes.

## Pared celular de las arqueas
A diferencia de las bacterias, la pared celular arqueana no contiene peptidoglucano ni enlaces éster, en su lugar hay compuestos péptidos, glúcidos y/o glucoproteicos y enlaces éter. Son de cuatro tipos:
- Pared de glucoproteínas, común en hipertermófilos, hiperhalófilos y metanógenos
- Pared de pseudopeptidoglicano, típica de las metanobacterias
- Capa S proteica, como en Methanomicrobia y Desulfurococcus
- Pared de polisacáridos, como en Methanosarcina y Halococcus

Los lípidos de las arqueas poseen enlaces éter entre el glicerol y las cadenas laterales hidrofóbicas de isopreno. La disposición general es una monocapa lipídica muy resistente a la disgregación que les permite la resistencia a condiciones extremas.
Algunas arqueas no poseen pared, como la clase Thermoplasmata.